# Составы войск при Бородине
Составы и командиры французских и русских войск накануне Бородинского сражения 7 сентября 1812 года.
| Генералы русской армии Главнокомандующий М.И. Кутузов Дежурный генерал п-к П.С. Кайсаров и.д. Начальника Главного штаба г-о-к Л.Л. Беннигсен Начальник инженеров инженер-г-м П.Н. Ивашев Начальник артиллерии (одновр. 1-й ЗапА): - г-м артиллерии А.И. Кутайсов († 7 сент.); - г-м артиллерии В.Г. Костенецкий Генерал-квартирмейстер г-м Свиты Е.И.В. по квартирмейстерской части М.С. Вистицкий 2-й Помощник генерал-квартирмейстера п-к Свиты Е.И.В. по квартирмейстерской части К.Ф. Толь Генерал-интендант (одновр. 1-й ЗапА) д.с.с. Е.Ф. Канкрин (находился в Можайске) Главный военно-медицинский инспектор д.с.с. Я.В. Виллие В Свите Главной квартиры: г-о-к герцог А. Вюртембергский г-л принц А. Голштейн-Ольденбургский г-м, г-а граф А.П. Ожаровский 1-я Западная армия, г-о-и М.Б. Барклай-де-Толли Нач. штаба г-м артиллерии А.П. Ермолов (Командир Гвардейской ПД и л.-гв. АртБр) Начальник инженеров инженер-г-л X.И. Труссон 1-й В свите Главной квартиры: г-о-и М.А. Милорадович (7 сент. возглавлял «кор де баталь» правого фланга в составе 2-го и 4-го ПК) - 2-й ПК, г-л К.Ф. Багговут - 4-я ПД, г-м Евгений Вюртембергский - 1-я Бр, г-м И.П. Росси (% 7 сент.); п-к П.П. Шрейдер - 2-я Бр, п-к Д.И. Пышницкий - 3-я Бр, п-к Е.М. Пиллар - 4-я АртБр, п-к А.И. Воейков († 7 сент.) - 17-я ПД, г-л З.Д.Олсуфьев 3-й - 1-я Бр, г-м граф П.И.Ивелич 4-й (% 7 сент.) - 2-я Бр, г-м Я.Е. Вадковский (% 7 сент.) - 3-я Бр, п-к Я.А.Потёмкин - 17-я АртБр п-к И.И. Дитерикс 2-й - 3-й ПК, г-л Н.А. Тучков 1-й († 7 сент.) - 1-я Гр. ПД, г-м, г-а П.А. Строганов - 1-я Бр, п-к П.Ф. Желтухин 2-й - 2-я Бр, г-м А.И. Цвиленев - 3-я Бр, г-м Б.Б. Фок 1-й - 3-я ПД, г-л П.П. Коновницын - 1-я Бр, г-м А.А. Тучков 4-й († 7 сент.) - 2-я Бр, п-к Д.И. Мещеряков - 3-я Бр, г-м князь И.Л. Шаховской - 4-й ПК, г-л А.И. Остерман-Толстой - 11-я ПД, г-м Н.Н. Бахметев 1-й (% 7 сент.) - 1-я Бр, г-м П.Н. Чоглоков - 2-я Бр, отст. г-м В.Д. Лаптев - 3-я Бр, п-к барон А.И. Бистром 2-й - 23-я ПД, г-м А.Н. Бахметев 3-й (% 7 сент.); г-м князь И.С. Гурьялов - 1-я Бр, И.С. Гурьялов - 2-я Бр, г-м Ф.П. Алексополь - + 2-я Св. ГрБр, л.-гв. п-к С.Б. Островский - 5-й ПК, г-л Н.И. Лавров - Гв. ПД, г-л Н.И. Лавров - 1-я ГвБр, г-м барон Г.В. Розен 1-й - 2-я ГвБр, п-к М.Е.Храповицкий (% 7 сент.); ф-а п-к И.Ф.Удом 1-й (% 7 сент.); п-к И.К.Мусин-Пушкин (2-й)(% 7 сент.); п-к А.П.Кутузов - + 1-я Св. ГрБр,п-к Г.М.Кантакузен († 7 сент.); капитан Т.П.Букарев (% 7 сент.) - 3-я ГвБр, п-к барон К.И.Бистром 1-й - Л.-гв. АртБр, п-к А.X.Эйлер - 1-я КирД, г-м Н.М. Бороздин 2-й, за больного командира г-м Н.И. Депрерадовича - 1-я КирБр, г-м И.Е. Шевич - 2-я КирБр, г-м Н.М. Бороздин 2-й - 6-й ПК, г-о-и Д.С. Дохтуров; П.М. Капцевич - 7-я ПД, г-л артиллерии П.М. Капцевич - 1-я Бр, п-к Д.П. Ляпунов 4-й - 2-я Бр, п-к А.И. Айгустов - 3-я Бр, пп-к Н.Ф. Каширинов - 7-я АртБр, пп-к Д.Ф. Девель - 24-я ПД, г-м П.Г. Лихачёв 1-й (/ 7 сент.); г-м И.Д. Цыбульский (% 7 сент.); п-к Н.В. Вуич - 1-я Бр, И.Д. Цыбульский - 2-я Бр, п-к П.В. Денисьев - 3-я Бр, Н.В. Вуич - 1-й рез. КавК, г-л, г-а Ф.П. Уваров - 1-я Бр, г-м А.С. Чаликов - 2-я Бр, г-м, г-а граф В.В. Орлов-Денисов - 3-я Бр, г-м А.М. Всеволожский 1-й - 2-й рез. КавК, 3-й рез. КавК г-м, г-а Ф.К. Корф - 1-я Бр, п-к Н.В. Давыдов - 2-я Бр, г-м С.Д. Панчулидзев 2-й - 3-й рез. КавК - 1-я Бр, г-м С.В.Дятков - 2-я Бр, п-к барон К.А.Крейц (% 7 сент.); пп-к А.Л. Южаков - Отд Каз.К, г-о-к М.И. Платов, И.К.Краснов(† 7 сент.) - Врем. КавД (1+3 Бр 3-го КавК), г-м И.С. Дорохов 2-я Западная армия, г-о-и князь П.И. Багратион († 24 сент.); г-о-и Д.С. Дохтуров Начальник Главного штаба г-м, г-а Э.Ф. де Сен-При (шеф 6-го егерского полка, % 7 сент.) Начальник инженеров инженер-г-м Е.X. Ферстер Начальник артиллерии г-м артиллерии барон К.Ф. Левенштерн Генерал-интендант т.с Д.С. Ланской В свите Главной квартиры: г-л А.И. Горчаков (7 сент. возглавлял «кор де баталь» левого фланга в составе 7-го ПК и 27-й ПД, %) - 7-й ПК, г-л Н.Н. Раевский Нач. артиллерии г-м артиллерии О.И. Бухгольц - 12-я ПД г-м, г-а И.В. Васильчиков 1-й - 1-я Бр, пп-к А.В.Богдановский (% 7 сент.) - 2-я Бр, п-к К.К.Панцербитер - 3-я Бр, г-м И.И.Палицын 2-й (% 7 сент.) - 26-я ПД, г-м И.Ф. Паскевич - 1-я Бр, пп-к Н. Г. Кадышев († 7 сент.); майор П.С.Берников 1-й. - 2-я Бр, п-к Е.Я.Савоини (% 7 сент.) - 3-я Бр, п-к Ф.Г.Гогель - 26-я АртБр - 2 роты - 8-й ПК, г-л М.М. Бороздин 1-й - 2-я Гр. ПД, г-м Карл Мекленбург-Шверинский - 1-я Бр, п-к И.Я.Шатилов (% 7 сент.); майор А.Н.Кононенко - 2-я Бр, п-к И.Ф.Буксгевден († 7 сент.); пп-к Е.А.Головин 2-й (% 5 сент.) - 3-я Бр, п-к Д.А. Левин - 2-й АртБр - рота и дивизион - 27-я ПД, г-м Д.П. Неверовский - 1-я Бр, ф-а п-к арт. М.Ф. Ставицкий 2-й (% 7 сент.) - 2-я Бр, п-к А.Я.Княжнин 1-й (% 5 сент.); пп-к Ф.К.Рындин (% 7 сент.) - 3-я Бр, ф-а Л.-гв. п-к А.В.Воейков - 3-я резАртБр - рота - Св Гр. ПД, г-м М.С. Воронцов (% 7 сент.) - Кавалерия 2-й армии, отст. г-л Д.В. Голицын 5-й - 2-я КирД, г-м И.М.Дука 2-й - 1-я Бр, г-м Н.В. Кретов (% 7 сент) - 2-я Бр, п-к М.И.Толбузин 1-й († 7 сент.); майор Ф.И.Дреер - 4-й рез. КавК, г-м граф К.К. Сиверс 1-й - 1-я Бр, г-м И.Д.Панчулидзев 1-й - 2-я Бр, п-к Г.А.Эммануэль (% 5 сент.); п-к Ф.М.Штакельберг - 3-я Бр, п-к Д.В.Васильчиков 2-й - 3-я РезАртБр - рота - Отд. КазОтр, г-м А.А. Карпов 2-й «Московская военная сила», отст. г-л И.И. Морков «Смоленская милиция», г-л Н.П. Лебедев (7 сент. находилась в 70 в. к с.-з. от Можайска) Обозначения: † — гибель или смертельное ранение, / — плен, % — ранение. Следует иметь в виду, что русские и французские генеральские звания не имеют между собой чёткого соответствия. При сопоставлениях (численности войск, потерь среди генералитета) целесообразно ориентироваться не на чин, а на должность (командир бригады, дивизии, корпуса etc.) |  | Генералы Великой армии Главнокомандующий Наполеон I Бонапарт, император французов, король Италии, протектор Рейнского союза, медиатор Швейцарии Генерал-адъютанты Императора без учета остальных адъютантов и ординарцев Императора, д/г: граф Мутон - старший по пехоте граф Дюронель - старший по кавалерии граф Рапп (% 7 сент.) граф Лористон граф Лебрен граф Нарбонн начальник Топографического кабинета Императора б/г барон Бакле д`Альб Начальник главного штаба маршал Бертье Начальник кабинета-бюро Главного штаба б/г граф Байи де Монтион Начальник топографического бюро д/г граф Сансон Заведующий исторической частью б/г Жомини Комендант Главной квартиры д/г граф О. де Коленкур († 7 сент.) Начальник Имперской жандармерии и главный судья б/г граф Лауэр Начальник военной разведки д/г Сокольницкий Главный интендант д/г граф М. Дюма Начальник медицинской службы главный врач барон Дюфриш-Деженет Командующий артиллерией д/г граф Ларибуазьер Начальник штаба артиллерии б/г барон Шарбоннель Начальник понтонных (мостовых) экипажей д/г барон Эбле Командующий инженерами д/г граф Шасслу-Лоба Пехотные корпуса - I ПК, маршал Н. Даву, (контужен 7 сент.) Начальник штаба б/г барон Ж.-Л. Ромёф (% 7 сент., † от ран 9 сент.) Командующий артиллерией д/г барон Пернети Начальник артиллерии 1-й ПД б/г барон Бальтю Начальник артиллерии 2-й, 3-й, 4-й и 5-й ПД б/г барон Жуффруа Командующий инженерами, б/г барон Аксо - 1-я ПД, д/г граф Ш. Моран - 1-я Бр, б/г барон Д’Альтон - 2-я Бр, б/г барон Грасьен - 3-я Бр, б/г Бонами (взят в плен 7 сент.) - 2-я ПД, д/г граф Фриан - 1-я Бр, б/г барон Ф.-М. Дюфур ? - 2-я Бр, б/г Ван Дедем де Гельдер - 3-я Бр, п-к барон Груан - 3-я ПД, б/г барон Э.-М. Жерар - 1-я Бр, б/г граф Леклерк дез Эссар - 2-я Бр, б/г барон Ж.-Ш. Дезайи - 3-я Бр, п-к шевалье Телье - 4-я ПД, д/г граф Ж.-М. Дессе (% 7 сент.) - 1-я Бр, б/г барон Фридериш - 2-я Бр, б/г барон Легюэ - 5-я ПД, д/г граф Компан (% 7 сент.) - 1-я Бр, б/г барон Дюпплен - 2-я Бр, б/г барон Тест - 3-я Бр, б/г барон Гюйарде - 4-я Бр, б/г барон Лоншан - III ПК, маршал Мишель Ней, герцог Эльхингенский Начальник штаба б/г Гурэ Командующий артиллерией д/г барон Фуше де Карей Зам. командующего артиллерией б/г Мартушевич Командующий инженерами б/г Дод де ла Брюнери - 10-я ПД, д/г барон Ф. Р. Ледрю дез Эссар - 1-я Бр, б/г барон Л. Т. Жангу - 2-я Бр, б/г барон Марион († 7 сент.) - 3-я Бр, б/г барон Ж.-Б. Брюни - 11-я ПД, д/г барон Ж. Н. Разу - 1-я Бр, б/г Компер († 7 сент.) - 2-я Бр, б/г барон Жубер - 3-я Бр, б/г д’Энен - 25-я (вюртембергская) ПД, д/г граф Ж. Г. Маршан Заместитель г-л граф фон Шелер Начальник штаба г-м фон Кернер - IV ПК, д/г принц Е. Богарне, вице-король Италии Начальник штаба б/г барон А. Ш. Гийемино Командующий артиллерией д/г барон Ш. Н. д`Антуар де Врэнкур Зам. командующего артиллерией б/г барон Куэн де Граншан Командующий инженерами б/г барон Пуатвен де Морейян - 13-я ПД, д/г барон А. Ж. Дельзон - 1-я Бр, б/г барон Юар де Сент-Обен - 2-я Бр, б/г барон Плозонн († 7 сент.) - 14-я ПД, д/г граф Ж.-Б. Бруссье - 1-я Бр, б/г барон Бертран де Сивре - 2-я Бр, б/г барон Л. Альмера - +Итальянская королевская гвардия, б/г граф Т. Леки - П Бр, б/г граф Т. Леки - КавБр, б/г граф Триэр - Кавалерия IV ПК, б/г граф Ф.-А. Орнано - 12-я лёгкая КавБр, б/г барон К.Р. Гюйон - 13-я лёгкая КавБр, б/г Виллата - Бавар. КавД, г-м граф М. фон Прейзинг-Моос - V ПК (Войска Великого Герцогства Варшавского), д/г князь Ю. А. Понятовский Начальник штаба д/г Станислав Фишер Командующий артиллерией б/г барон Пельтье - 16-я ПД, б/г И. Красинский - 1-я Бр, п-к И. Блюмер - 2-я Бр, б/г Ф. Пашковский - 18-я ПД, генерал К. О. Княжевич - 1-я Бр, б/г Л. Беганьский - 2-я Бр, б/г граф Станислав Потоцкий - Кавалерия V ПК, д/г граф Себастьяни де ла Порта - 19-я лёгкая КавБр, б/г граф Тышкевич - 20-я лёгкая КавБр, б/г князь Антоний Сулковский - VIII ПК (Войска королевства Вестфалия), д/г Ж. А. Жюно, герцог д’Абрантес Командующий артиллерией, д/г Ж. А. Аликс де Во - 23-я ПД, д/г барон Ж. В. Тарро (% 7 сент., † 26 сент.) - 1-я Бр, б/г Дамас (% 7 сент.) - 2-я Бр, б/г барон фон Борстель - 24-я ПД, д/г барон фон Окс - 1-я Бр, б/г Легра - Кавалерия VIII ПК, б/г граф фон Хаммерштейн-Экуорд Резервная кавалерия, маршал Мюрат Начальник штаба д/г граф Бельяр Командующий артиллерией б/г барон Фор де Жьер - I-й рез. КавК, д/г граф Нансути (% 7 сент.) - 1-я лёгкая КавД, д/г барон Брюйер - 3-я лёгкая КавБр, б/г барон Жакино - 4-я лёгкая КавБр, б/г барон Пире - 15-я лёгкая КавБр, б/г шевалье Руссель д’Юрбаль - 1-я тяжёлая КавД, д/г барон Сен-Жермен (% 7 сент.) - 1-я Бр, б/г барон Брюно - 2-я Бр, б/г барон Б. Бессьер - 3-я Бр, б/г барон Кено - 5-я тяжёлая КавД, д/г граф Валанс - 1-я Бр, б/г барон Рено - 2-я Бр, б/г барон П. Ф. Дежан - 3-я Бр, б/г барон Лагранж - II-й рез. КавК, д/г граф Л.-П. де Монбрен († 7 сент.) - 2-я лёгкая КавД, д/г барон Пажоль - 7-я лёгкая КавБр, п-к барон Дезира († 7 сент.) - 8-я лёгкая КавБр, б/г барон Бюрт - 16-я лёгкая КавБр, б/г барон Сюберви - 2-я тяжёлая КавД, д/г граф Ватье де Сент-Альфонс - 1-я Бр, б/г барон Бомон де Карьер - 2-я Бр, б/г барон Риште - 3-я Бр, б/г барон Дорн - 4-я тяжёлая КавД, д/г граф Дефранс - 1-я Бр, б/г барон Бувье дез`Экла - 2-я Бр, б/г барон Шуар - 3-я Бр, б/г барон Польтр де Ламотт - III-й рез. КавК, д/г граф Груши (% 7 сент.) - 3-я лёгкая КавД, д/г барон Шастель - 10-я лёгкая КавБр, б/г барон Ф.-Ж. Жерар - 11-я лёгкая КавБр, б/г барон Готрен - 17-я лёгкая КавБр, б/г барон Домманже - 6-я тяжёлая КавД, д/г барон Лебрен де Ля Уссе - 1-я Бр, б/г барон Тири - 2-я Бр, б/г барон Серон - IV-й рез. КавК, д/г барон В Латур-Мобур - 4-я лёгкая КавД, д/г Рожнецкий - 29-я лёгкая КавБр, б/г Турно - 7-я тяжёлая КавД, д/г барон Лорж - 1-я Бр, г-л саксонской службы барон фон Тильман - 2-я Бр, б/г граф Лепель фон Грамбов (% 7 сент., † 21 сент.) - Кавалерия армейских корпусов, приданная кав. резерву Великой Армии - Кавалерия I К, Придана I-му КавК, б/г барон Жирарден д’Эменонвиль, ком. 1-й Бр - 1-я лёгкая КавБр, б/г барон Жирарден д’Эменонвиль - 2-я лёгкая КавБр, б/г барон Бордессуль - Кавалерия III К, придана II-му КавК, б/г барон Мурье, ком. 9-й Бр - 9-я лёгкая КавБр, б/г барон Мурье - 14-я лёгкая КавБр, б/г барон Ф. де Бёрманн Зам. ком., г-м вюртемберг. службы барон фон Брейнинг (% 7 сент., † 30 окт.) Императорская гвардия - Молодая гвардия, маршал Мортье - 2-я Гв ПД, д/г граф Роге - 1-я Бр, б/г барон Ланабер - 2-я Бр, б/г барон Буальдьё ? - Польская Д «Легион Вислы», д/г граф Клапаред Заместитель, б/г барон Хлопицкий - Резервная артиллерия Молодой гвардии, б/г барон Нури - Старая гвардия, маршал Ф. Ж. Лефевр - 3-я Гв ПД, д/г граф Кюриаль - 1-я Бр, б/г барон Буайе де Ребваль - 2-я Бр, б/г (п-к 1-го Гв. гренадерского полка) барон Мишель - Гвардейская кавалерия, маршал Ж.-Б. Бессьер - Гв КавД, д/г граф Вальтер, ком. 3-й Бр - 1-я Бр, д/г (п-к Гв. конно-егерского полка) граф Лефевр-Денуэтт - Гв. конно-егерский п., д/г граф Гюйо - 2-я Бр, д/г граф Сен-Сюльпис, п-к Гв. драгун - 3-я Бр, д/г граф Ф. А. Вальтер, п-к Гв. конно-гренадерского п. - 4-я Бр, б/г граф Красинский, п-к 1-го Гв. шеволежерского п. - 5-я Бр, б/г барон Э. де Кольбер, п-к 2-го Гв. шеволежерского п. - 6-я Бр, д/г граф А. Дюронель, п-к Гв. жандармов - Гв. рез. артиллерия, д/г (п-к Гв. артиллерии) граф Сорбье - Гвардейские инженеры и моряки, п-к Гв. инженеров (б/г) барон Кирженер де ла Планта |